# Arroyo de Tórtolas
El arroyo de Tórtolas es un curso de agua del interior de la península ibérica, afluente del Alberche. Discurre por las provincias españolas de Madrid y Ávila.

## Curso
El río, que tiene su origen «en las Sierras de Cadalso y Rozas de Puerto Real», fluye en dirección este por zonas boscosas. En la provincia de Madrid deja a su derecha localidades como Cadalso de los Vidrios y San Martín de Valdeiglesias, y a su izquierda el monasterio de Guisando, antes de desembocar en el río Alberche tras recibir aguas de diversos arroyuelos. En su último tramo, antes de ceder sus aguas en el embalse de San Juan, hace de frontera entre las provincias de Madrid y Ávila. Aparece descrito en el decimoquinto volumen del Diccionario geográfico-estadístico-histórico de España y sus posesiones de Ultramar de Pascual Madoz con las siguientes palabras:

TORTOLES ó TÓRTOLOS: arroyo en la prov. de Avila: se forma de las vertientes de una loma en el punto divisorio de los obispados de Toledo y Avila; desde su nacimiento va siempre en dirección E. entre elevadisimos montes vestidos de pinares, castaños, viñas, olivos y otros árboles ya cultivados, ya silvestres: entra en la prov. de Madrid; deja á la der. los pueblos de Cadalso, San Martin de Valdeiglesias y á la izq. el célebre monast. de gerónimos de Guisando: y despues de haber corrido 4 leg. y de aumentar sus aguas con las de varios arroyuelos desemboca en el r. Alberche.
(Madoz, 1849, p. 45)

Las aguas del río, perteneciente a la cuenca hidrográfica del Tajo, acaban vertidas en el océano Atlántico.